# Akemi
Akemi  è un nome proprio di persona giapponese femminile.

## Origine e diffusione
Come la gran parte dei nomi giapponesi, Akemi può essere ottenuto tramite varie combinazioni di due kanji; una di quelle possibili è con 明 (ake, "luminoso") e 美 (mi, "bello"). Il secondo si può ritrovare anche in altri nomi quali Ami, Emi, Tamiko, Aimi, Mika, Misao e Satomi

## Persone
- Akemi Noda, calciatrice e allenatrice di calcio giapponese
- Akemi Okamura, doppiatrice giapponese
- Akemi Okazato, cestista e allenatrice di pallacanestro giapponese
- Akemi Takada, illustratrice e character designer giapponese

## Il nome nelle arti
- Akemi è un personaggio del libro Musashi di Eiji Yoshikawa
- Akemi è un personaggio dell'anime Digimon.
- Akemi è un personaggio del manga e anime Lei, l'arma finale.
- Akemi è un personaggio del manga Vagabond.
- Akemi Miyano è un personaggio del manga e anime Detective Conan
- Akemi Roppongi è un personaggio del manga e anime Cara dolce Kyoko (Maison Ikkoku).